# فرزاد حافظی
فرزاد حافظی شهنی (زاده ۱۳۵۰ مسجدسلیمان) بازیکن فوتبال و مربی فوتبال ایرانی است. وی سابقه سرمربی‌گری در باشگاه فوتبال نفت مسجدسلیمان را در کارنامه دارد.
حافظی بیش از یک دهه در کادر فنی و به‌عنوان کمک مربی در باشگاه فوتبال نفت مسجدسلیمان فعالیت نمود، همچنین سابقه سرمربیگری در تیم فوتبال نفت مسجدسلیمان در جام آزادگان را نیز در کارنامه ورزشی خود دارد. او در نیم فصل نخست چهاردهمین دوره لیگ برتر فوتبال باشگاه‌های کشور نیز مربیگری این تیم را بر عهده داشت. وی هم‌اکنون دستیار رحمان رضایی در تیم رایکا بابل در دسته اول باشگاه‌های کشور «جام آزادگان» می‌باشد.